# طرخشقون سهمي قوي
طرخشقون سهمي قوي (باللاتينية: Taraxacum sagittipotens) هو نوع نباتي يتبع جنس الطرخشقون من القبيلة الشيكورية.